# Eutrichosiphum nepalense
Eutrichosiphum nepalense är en insektsart. Eutrichosiphum nepalense ingår i släktet Eutrichosiphum och familjen långrörsbladlöss. Inga underarter finns listade i Catalogue of Life.